# Ration A

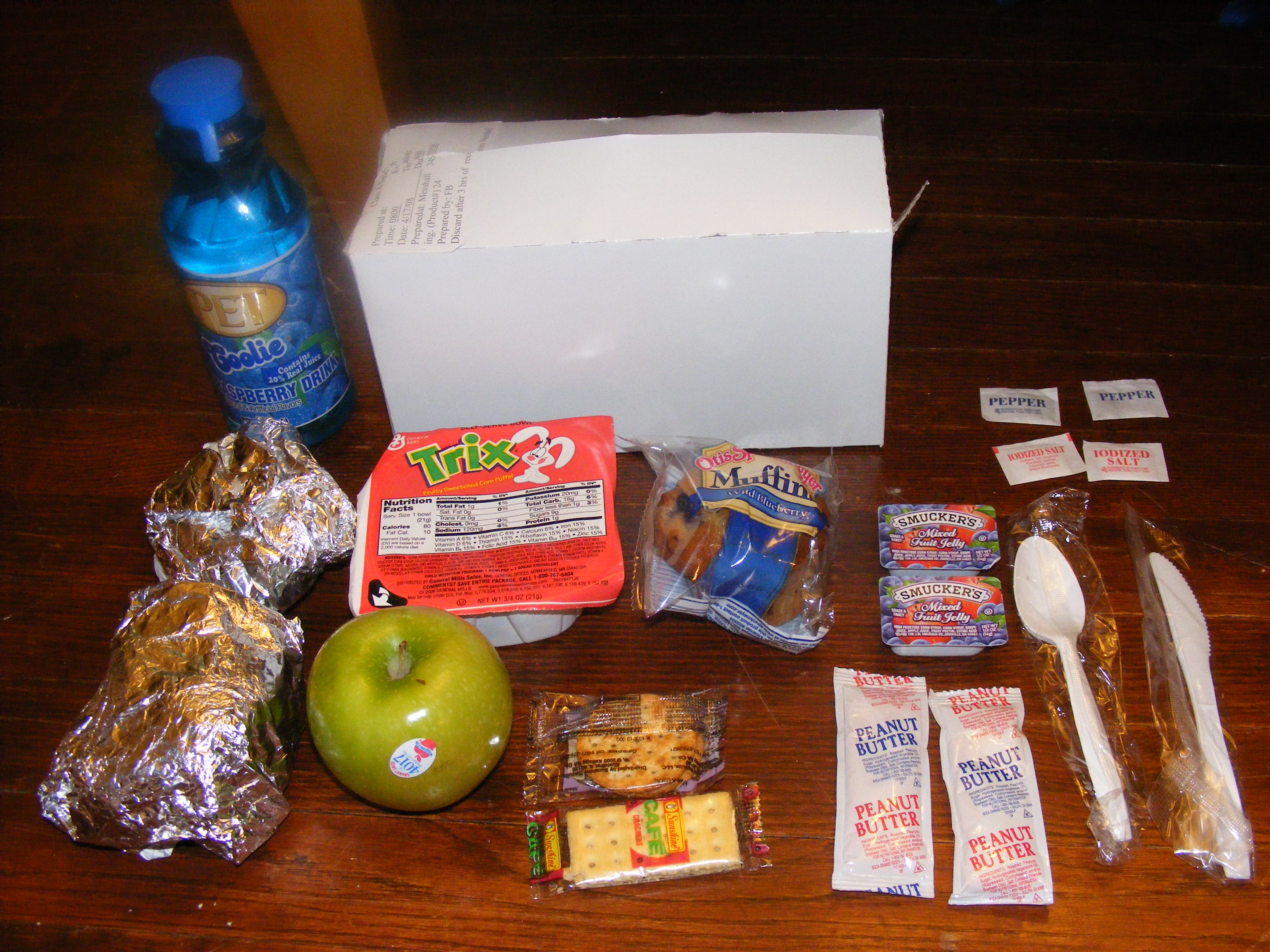
La ration A de l'USMC, familièrement connue sous le nom de "Bag nasty" (en Français "sac méchant").

La ration A (ou ration de type A) est un terme utilisé dans les forces armées des États-Unis désignant un repas fourni aux troupes qui a été préparé à partir d'aliments frais, réfrigérés ou congelés. De loin la plus populaire des rations américaines, la ration A peut être servie dans des salles à manger, préparés sur le terrain par l'utilisation de cuisines de campagne, ou préparés dans un établissement fixe et transporté sur le terrain en conteneurs. Depuis les premières années de l'armée continentale, les rations A se sont révélées être importantes pour le moral des troupes.
De nos jours, les rations A peuvent comprendre la ration A destinée à un groupe (Unitized Group Ration A ou UGR-A), un kit repas hybride destiné à alimenter un groupe de 50 personnes pour un repas. L'UGR-A se présente sous plusieurs formes. Elle comprend un plateau pouvant être chauffé avant d'être servi. Le chauffage peut se faire par immersion dans l'eau chaude quand une cuisine de campagne n'est pas disponible, ou avec un module autochauffant jetable.
L'UGR-A est utilisé pour soutenir le personnel militaire au cours des opérations à travers le monde. Elle permet d'organiser un service alimentaire organisé. L'UGR-A comprend des entrées périssables ou surgelées (Rations A) confectionnées avec des ingrédients qu'on trouve dans le commerce et des entrées périssables ou surgelées supplémentaires qui sont un luxe par rapport à la ration A du terrain. Elle est configurée en modules de repas individuels pour faciliter les commandes, la distribution, et la préparation. L'UGR-A a au minimum une durée de conservation de 9 mois (à 26 °C pour les modules semi-périssables et à −18 °C pour les modules périssables).